# Begum Jan
Begum Jan (Pakistan) es una activista por los derechos de las mujeres, doctora y fundadora de la Asociación Tribal de Bienestar de las Mujeres (Tribal Women Welfare Association), que trabaja para potenciar la voz y el papel de las mujeres en las comunidades tradicionales de las Áreas tribales del noroeste de Pakistán sobre sus derechos. Ha establecido 11 centros en toda la región tribal para proporcionar capacitación médica a mujeres.

“En una sociedad tradicional como la de Fata, no se puede insistir en que traerá médicos de afuera para tratar a las mujeres. Las tribus no permitirán que esto suceda ”

 esto dijo la Dra. Jan mientras explicaba por qué está brindando capacitación médica a mujeres tribales. Las mujeres capacitadas en sus centros pueden realizar múltiples tareas, desde la de una partera hasta la de un médico del pueblo, que atiende las necesidades de las mujeres tribales de toda la región. Esto es muy importante por la carencia de médicos en la zona.
Creció en Waziristán del Sur, un área conservadora de Pakistán, pero su padre la animó al estudio de medicina. Asistió a una escuela para varones cuando era niña porque no había escuela para niñas, y cuando sus mayores tribales le prohibieron asistir a la escuela secundaria, estudió con un tutor.
En 2007, en una protesta nacional de mujeres contra clérigos que abogaban por atentados suicidas y otros actos de violencia, Jan dirigió la protesta de la Asociación Tribal de Bienestar de las Mujeres. As of 2008 she is the Tribal Women Welfare Association's chairwoman.
Recibió el Premio Internacional a las Mujeres de Coraje en 2008 convirtiéndose en la primera mujer pakistaní en recibir dicho premio.
La Dr. Jan, quien también ganó un premio de "Orgullo" por el desempeño del gobierno de Pakistán, cree que las agencias privadas de desarrollo pueden desempeñar un papel positivo en el cinturón tribal si trabajan dentro de un marco particular.
Aunque la Dra. Jan enfatizó con orgullo su nacionalidad, en la ceremonia de entrega de premios y las funciones que el Departamento de Estado organizó para presentarla a los medios de comunicación y las ONG, nadie de la Embajada de Pakistán asistió a las convocatorias.